# Момина скала (защитена местност)
Вижте пояснителната страница за други значения на Момина скала.
Момина скала е защитена местност, разположена западно от град Маджарово. Момина скала заема площ от 782,03 хектара. Обявена е за такава със заповед № РД-475 от 11.07.2001 г. на министъра на околната среда и водите. по предложение на Българско дружество за защита на птиците с цел опазване на защитени и застрашени от изчезване растения и животни и със забележителен ландшафт скални образувания. Включва скални комплекси, сипеи, пропасти, гори и пасища.

## Разположение
Момина скала се намира западно от град Маджарово на десния бряг на река Арда и южно от друга защитена местност - Черната скала. Защитената местност попада в землищата на две населени места и съответно общини - на Маджарово и едноименната община, и това на село Бряговец, община Крумовград.

## Жив свят
В Момина скала са установени около 600 вида растения, 300 вида пеперуди и 160 вида гръбначни животни. Значетелна част от тях са застрашени както на национално, така и на европейско и световно ниво.
От растенията особено ценни са черноморската ведрица (Fritilaria pontica), морковидната стефанофия (Steffanophia daucoides), пеперудоцветният салеп (Orhis papillionacea), сарделовидното клеоме (Cleome ornithopoides), нежният микропирум (Micropirum tenelum).
От животните са разпространени шипоопашата костенурка (Testudo hermanni), шипобедрена костенурка (Testudo graeca), змиегущер (Ophisaurus apodus), орел змияр (Circaetus gallicus), скален орел (Aquila hrysaetos), осояд (Pernis apivorus), египетски лешояд (Neophron percnopterus), син (Monticola solitarius) и пъстър скален дрозд (Monticola saxatillis), скална зидарка (Sitta neumayer), червеноглава сврачка (Lanius senator), градинска овесарка (Emberisza hortulana). От бозайниците интересен е видът горски сънливец (Dryomys nitedula), чиято численост намалява в световно ниво.